# El Sufragio, Sonora
El Sufragio är en ort i Mexiko.   Den ligger i kommunen Huatabampo och delstaten Sonora, i den västra delen av landet, 1 400 km nordväst om huvudstaden Mexico City. El Sufragio ligger 9 meter över havet och antalet invånare är 234.
Terrängen runt El Sufragio är mycket platt. Runt El Sufragio är det ganska tätbefolkat, med 58 invånare per kvadratkilometer. Närmaste större samhälle är Huatabampo, 6,6 km sydost om El Sufragio. Trakten runt El Sufragio består till största delen av jordbruksmark.